# Wasco (Oregon)
Wasco è una città degli Stati Uniti d'America situata nell'Oregon, nella Contea di Sherman.